# Francisco Cutanda y Domero
Francisco Cutanda y Domero (Madrid, 1807 - íd. 1875) fou un escriptor i advocat espanyol.

## Biografia
Va ser advocat, jurisconsult i cap d'administració civil. Membre de la Reial Acadèmia Espanyola des de 1861, va ingressar amb el discurs El epigrama en general, y en especial el español. Va usar el pseudònim El de la navaja i va escriure sobretot sàtires en tercets com La navaja i La lisonja i discursos acadèmics. També la novel·la Historia de un bribón dichoso (1860) i un assaig sobre l'obra de seu amic Severo Catalina del Amo.

## Obres
- La navaja; sátira 1856
- La lisonja: sátira 1858.
- Historia de un bribón dichoso: novela original 1860.
- El epigrama en general, y en especial el español. (Discurso De Ingreso En La Real Academia Española) Madrid: M. Rivadeneyra, 1861.
- Doña Francisca, el portento de la caridad: datos, lances y sucesos... 1869.
- Estudio sobre la posibilidad y la utilidad de clasificar metódicamente las palabras de un idioma; preliminares para la ejecución de este pensamiento; y observaciones concretas a la clasificación de los verbos radicales castellanos. (Discurso leído en la sesión pública inaugural de 1869 de la Academia Española). Madrid, Imprenta y Estereotipia de M. Rivadeneyra, 1869.
- El teatro de los ciegos: nuevo y muy sencillo sistema 1873.
- Noticia de la vida y de las principales obras literarias de D. Severo Catalina, 1873
- Carta de Francisco Cutanda al Director del Teatro Apolo 1873.